# The Wiz (1978.)
The Wiz je američki glazbeni film u produkciji Motown Productions i Universal Pictures, a objavljen je 24. listopada 1978. godine. The Wiz je obrada L. Frank Baumovog broadwayskog mjuzikla iz 1975. godine, The Wonderful Wizard of Oz. Radnja filma prati avanturu sramežljive učiteljice Dorothy iz Harlema, New York, koja se na čaroban način preveze u čudesnu zemlju Oz. Oz je fantastična verzija New York Cityja. Dorothy je u Ozu našla prijatelje u strašilu, limenku i u strašljivom lavu. Ona s njih troje putuje po Oz svijetu u potrazi za tajanstvenim "Wizom", koji ima moć da ju vrati kući.
Producent je Rob Cohen, a režiser Sidney Lumet, dok su glavne uloge u flimu odigrali Diana Ross, Michael Jackson, Nipsey Russell, Ted Ross, Mabel King, Theresa Merritt, Thelma Carpenter, Lena Horne i Richard Pryor. Radnju filma preradio je F. Brown's Broadway, a libreto je odradio Joel Schumacher, dok su glazbu napravili Quincy Jones, Charlie Smalls i Luther Vandross. Pregršt novih skladbi za filmsku verziju, napisao je Jones i tekstopisci Nickolas Ashford i Valerie Simpson. Po izvornoj kazališnoj premijeri The Wiz je doživio kritički i komercijalni neuspjeh, te je označio kraj jedne ere afroameričkog žanra blaxploitation filmova. Međutim, film je dobio četiri Oscara za najbolju scenografiju, najbolji dizajn kostima, najbolju originalnu glazbu i najbolju fotografiju.

## Uloge
| Glumac           | Uloga                                  |
| ---------------- | -------------------------------------- |
| Diana Ross       | Dorothy Gale                           |
| Michael Jackson  | Scarecrow                              |
| Lena Horne       | Glinda, the Good Witch Of The South    |
| Ted Ross         | Cowardly Lion                          |
| Nipsey Russell   | Tin Man                                |
| Thelma Carpenter | Miss One, the Good Witch of the North  |
| Theresa Merritt  | Aunt Em                                |
| Stanley Greene   | Uncle Henry                            |
| Richard Pryor    | The Wiz                                |
| Mabel King       | Evillene, the Wicked Witch of the West |

## Popis pjesama
Sve pjesme napisao je Charlie Smalls, osim ako nije drukčije naznačeno.
1. "Overture Part I" (instrumental)
2. "Overture Part II" (instrumental)
3. "The Feeling That We Had" - Aunt Emma and Chorus
4. "Can I Go On?" (Quincy Jones, Nickolas Ashford i Valerie Simpson) - Dorothy
5. "Tornado"/"Glinda's Theme" (instrumental)
6. "He's The Wizard" - Miss One and Chorus
7. "Soon As I Get Home"/"Home" - Dorothy
8. "You Can't Win, You Can't Break Even" - Scarecrow and The Four Crows
9. "Ease On Down The Road #1" - Dorothy and Scarecrow
10. "What Would I Do If I Could Feel?" - Tin Man
11. "Slide Some Oil to Me" - Tin Man
12. "Ease On Down The Road #2" - Dorothy, Scarecrow, and Tin Man
13. "I'm A Mean Ole Lion" - Cowardly Lion
14. "Ease On Down The Road #3" - Dorothy, Scarecrow, Tin Man, and Cowardly Lion
15. "Poppy Girls Theme" (Anthony Jackson) (instrumental)
16. "Be a Lion" - Dorothy, Scarecrow, Tin Man, and Cowardly Lion
17. "End Of The Yellow Brick Road" (instrumental)
18. "Emerald City Sequence" (glazba: Jones, tekst: Smalls) - Chorus
19. "Is This What Feeling Gets? (Dorothy's Theme)" (glazba: Jones, tekst: Ashford & Simpson) - Dorothy (vokalna verzija se ne koristi u filmu)
20. "Don't Nobody Bring Me No Bad News" - Evillene and the Winkies
21. "Everybody Rejoice/A Brand New Day" (Luther Vandross) - Dorothy, Scarecrow, Tin Man, Cowardly Lion, and Chorus
22. "If You Believe In Yourself (Dorothy)" - Dorothy
23. "The Good Witch Glinda" (instrumental)
24. "If You Believe In Yourself (Reprise)" - Glinda the Good Witch
25. "Home (Finale)" - Dorothy

## Vanjske poveznice
The Wiz u internetskoj bazi filmova IMDb-a